# Uretrografia
L'uretrografia è un esame radiologico che si effettua utilizzando un mezzo di contrasto grazie al quale diviene possibile la visualizzazione e lo studio del canale uretrale.
Si divide in 2 tipi di studio: anterograda e retrograda.

## Uretrografia anterograda
Con la cisto-uretrografia minzionale è possibile visualizzare la vescica e l'uretra, grazie alla opacizzazione della vescica per via retrograda, cioè dopo aver inserito del mezzo di contrasto nella vescica ricorrendo ad un catetere vescicale. 
La vescica viene infatti cateterizzata rispettando una assoluta sterilità. Del mezzo di contrasto poco diluito (30% circa) viene introdotto in vescica fino a scatenare lo stimolo della minzione (generalmente sono sufficienti da 200 a 400 ml di mezzo di contrasto). Il catetere viene velocemente rimosso e con il paziente in piedi vengono eseguiti una serie di radiogrammi nel corso della minzione.

Al termine della minzione viene scattato l'ultimo radiogramma.
Il ricorso alla tecnica della fluoroscopia, associata ad un sistema di registrazione di immagini, permette l'esecuzione di riprese filmate che possono essere riviste e studiate in modo approfondito.
L'esame permette una buona valutazione dell'uretra posteriore, del collo vescicale e dell'uretra prostatica, nonché lo studio della funzione dell'uretra e della minzione.

## Uretrografia retrograda ascendente
Viene eseguita posizionando, a livello della fossa navicolare dell'uretra (la parte di uretra subito al di dietro del meato uretrale in corrispondenza del glande), un catetere attraverso il quale si somministra, per via retrograda, il mezzo di contrasto.
Anche in questo caso si somministrano una serie di radiogrammi.
In genere il mezzo di contrasto opacizza bene l'uretra anteriore ma non altrettanto la porzione posteriore. Questo esame è quindi spesso associato alla cisto-uretrografia minzionale, cosicché si possa ottenere una buona visualizzazione sia dell'uretra anteriore che di quella posteriore. L'associazione dei due esami permette in particolare una adeguata visualizzazione dell'uretra membranosa.
Non è necessaria una particolare preparazione, ma l'esame richiede una stretta collaborazione del paziente che, per qualche momento, deve sopportare il fastidio del catetere nel pene e la sensazione di dover mingere a causa del mezzo di contrasto che scorre in uretra.

## Avvertenze
I pazienti con storia di pregressa allergia ai mezzi di contrasto iodati devono avvertire preventivamente il medico. Se l'esame risulta fondamentale per una corretta diagnosi è possibile valutare il ricorso a mezzi di contrasto diversi oppure si può ricorrere ad un trattamento antiallergico preventivo.